# Ховард, Барт
Барт Говард (англ. Bart Howard, полное имя — Говард Джозеф Густафсон; 1 июня 1915 — 21 февраля 2004) — автор и композитор знаменитого джазового стандарта «Fly Me to the Moon». Песня была спета множеством исполнителей, среди которых: Фрэнк Синатра, Тони Беннет, Элла Фицджеральд, Нэнси Уилсон, Делла Риз, Бобби Уомак, Дайана Кролл, Джун Кристи, Бренда Ли и Аструд Жилберту. Эту песню исполняют джазовые ансамбли и музыканты по всему миру.

## Биография
«Fly Me to the Moon» была впервые исполнена в 1954 году Фелицией Сандерс в Манхэттенском клубе «Голубой Ангел» (Blue Angel), где композитор работал музыкальным руководителем и аккомпаниатором с 1951 года. Песня получила широкую известность, когда Пегги Ли исполнила ее на Шоу Эда Салливана несколькими годами позднее.
Барт Говард «прожил всю жизнь» с этой песней, несмотря на то, что у него написал ещё 49 композий. Среди, написанных им песен: «Let Me Love You», «On The First Warm Day», «One Love Affair», «Be My All», «The Man In The Looking Glass», «My Love Is A Wanderer», «Who Wants To Fall In Love», «Don’t Dream of Anybody But Me».
Барт Говард умер 21 февраля 2004 года, в возрасте 88 лет, в Кармель, Нью-Йорк.